# L'Enfant Sauvage (album)
L'Enfant Sauvage è il quinto album in studio del gruppo musicale francese Gojira, pubblicato il 26 giugno 2012 dalla Roadrunner Records.

## Descrizione
L'album, stilisticamente più melodico e lineare rispetto ai precedenti album dei Gojira, è stato descritto come un misto di death metal (a sua volta definito «tecnico e atmosferico» e «con tendenze progressive», o più specificamente nell'accezione di progressive death metal e technical death metal), groove metal e progressive metal. Anche la natura dei testi del frontman Joe Duplantier cambiano parzialmente oggetto, focalizzandosi maggiormente sugli aspetti più intimi e personali dell'essere umano, mantenendo comunque alcuni riferimenti agli argomenti ambientalisti, esistenziali e spirituali di From Mars to Sirius e The Way of All Flesh.

## Tracce
Testi di Joseph Duplantier, musiche di Mario Duplantier e Joseph Duplantier.
1. Explosia – 6:39
2. L'Enfant Sauvage – 4:17
3. The Axe – 4:34
4. Liquid Fire – 4:17
5. The Wild Healer – 1:48
6. Planned Obsolescence – 4:39
7. Mouth of Kala – 5:51
8. The Gift of Guilt – 5:56
9. Pain Is a Master – 5:07
10. Born in Winter – 3:51
11. The Fall – 5:25

Contenuto bonus nell'edizione speciale
- CD

1. This Emptiness – 3:59
2. My Last Creation – 4:08

- DVD – Live at Les Eurockéennes 2009

1. Oroborus – 5:31
2. The Heaviest Matter of the Universe – 4:25
3. Backbone – 4:17
4. Love – 4:22
5. A Sight to Behold – 5:33
6. The Art of Dying – 8:18
7. Drum Solo – 2:25
8. Clone – 5:53
9. Flying Whales – 6:11
10. Toxic Garbage Island – 5:31
11. Vacuity – 6:14

## Formazione
Gruppo
- Joseph Duplantier – voce, chitarra, arrangiamento
- Mario Duplantier – batteria, arrangiamento
- Christian Andreu – chitarra
- Jean-Michele Labadie – basso

Produzione
- Josh Wilbur – produzione, ingegneria del suono, missaggio
- Joseph Duplantier – produzione
- Paul Suarez – ingegneria del suono
- UE Nastasi – mastering